# Alberto Arias
Pour les articles homonymes, voir Arias.
Alberto A. Árias (né le 14 octobre 1983 à Saint-Domingue, République dominicaine) est un lanceur de relève droitier des Ligues majeures de baseball jouant avec les Astros de Houston.

## Carrière
Alberto Árias signe son premier contrat professionnel en 2000 avec les Rockies du Colorado. Il fait ses débuts dans les majeures avec cette équipe le 1er mai 2007.
Le 31 juillet 2008, les Rockies l'abandonnent au ballottage et il est réclamé par les Astros de Houston, pour qui il s'aligne depuis.
Le lanceur droitier a été appelé dans 42 parties, un record depuis le début de sa carrière, en 2010. Lançant 45 manches et deux tiers en relève pour les Astros, il a maintenu une moyenne de points mérités de 3,35 avec 39 retraits au bâton.